# Golovinomyces orontii
Golovinomyces orontii (Castagne) V.P. Heluta är en svamp.
Golovinomyces orontii ingår i släktet Golovinomyces och familjen Erysiphaceae. 
Inga underarter finns listade i Catalogue of Life.
I den svenska databasen Dyntaxa används istället namnet Erysiphe orontii för samma taxon.  Arten är reproducerande i Sverige.